# Авалон (фільм, 1990)
«Авалон» (англ. Avalon) — американський драматичний фільм 1990 року сценариста і режисера Баррі Левінсона, в головних ролях: Армін Мюллер-Шталь, Елізабет Перкінс, Джоан Плоурайт і Ейдан Квін. Це третя в напівавтобіографічній тетралогії «Балтіморських фільмів» Левінсона, дія якої розгортається в його рідному місті в 1940-х, 1950-х і 1960-х роках: «Забігайлівка» (1982), «Олов'яні чоловічки» (1987) і «Висоти свободи» (1999).

## Синопсис
Фільм досліджує життя родини єврейських іммігрантів з Польщі в американському місті Балтимор упродовж кількох поколінь з 1910-х до 1950-ті роки.

## Акторський склад
| Актор              | Роль                 |
| ------------------ | -------------------- |
| Армін Мюллер-Шталь | Сем Кричинський      |
| Елізабет Перкінс   | Енн Кричинський      |
| Джоан Плоурайт     | Єва Кричинський      |
| Ейдан Квін         | Джулс Кей            |
| Лео Фукс           | Хаймі Кричинський    |
| Лу Якобі           | Габріель Кричинський |
| Кевін Поллак       | Іззі Кірк            |
| Елайджа Вуд        | Майкл Кей            |

## Відгуки
Фільм має рейтинг 86% на Rotten Tomatoes з 28 оглядів із середнім рейтингом 7,3/10.